# Пчеловодство в Башкортостане
Пчеловодство в Башкортостане — отрасль сельского хозяйства Республики Башкортостан по разведению пчёл для получения мёда, пчелиного воска, маточного молочка, пчелиного яда, распространению пчелиных семей башкирской породы, обеспечению возможности опыления энтомофильных культур. В горно-лесной и лесостепной зонах республики пасеки специализируются на медовотоварном медосборе с липы. В степной и лесостепной зонах Республики Башкортостан с интенсивным земледелием развито опыленческо-медовое направление.
С 2003 года Башкортостан вышел в лидеры среди всех субъектов РФ по производству мёда и количеству пчелосемей.

## История

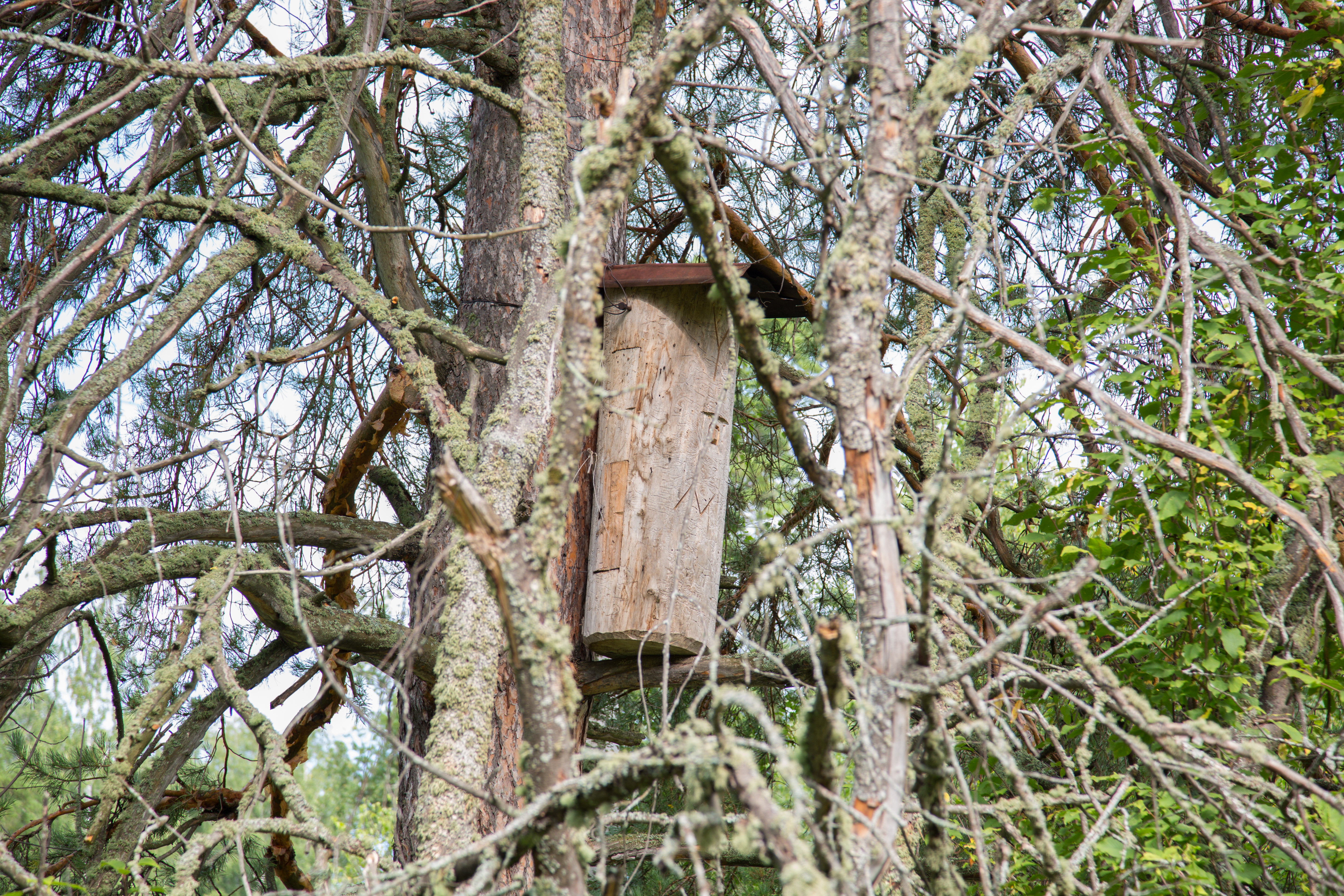
Борть на дереве в заповеднике «Шульган-Таш»

Пчеловодство в Башкортостане является древнейшим видом промысла, свидетельством этому является находки Бирского могильника, возраст которого около полторы тысячи лет: среди утвари в нем найдено полное снаряжение бортника.
Пчеловодство в Башкортостане развивалось по нескольким направлениям: дикое, бортевое, перегонное, колодное, рамочное.
Борти (солоҡ) выдалбливали в деревьях (дуб, липа, лиственница, сосна, реже вяз) на высоте 4—12 м. Борти служили до 150 лет. Многие семьи имели более ста бортей. Бортевые деревья переходили по наследству, на них ставилась тамга владельца. Ценность бортевых угодий состояла и в том, что мёд составлял часть ясака.

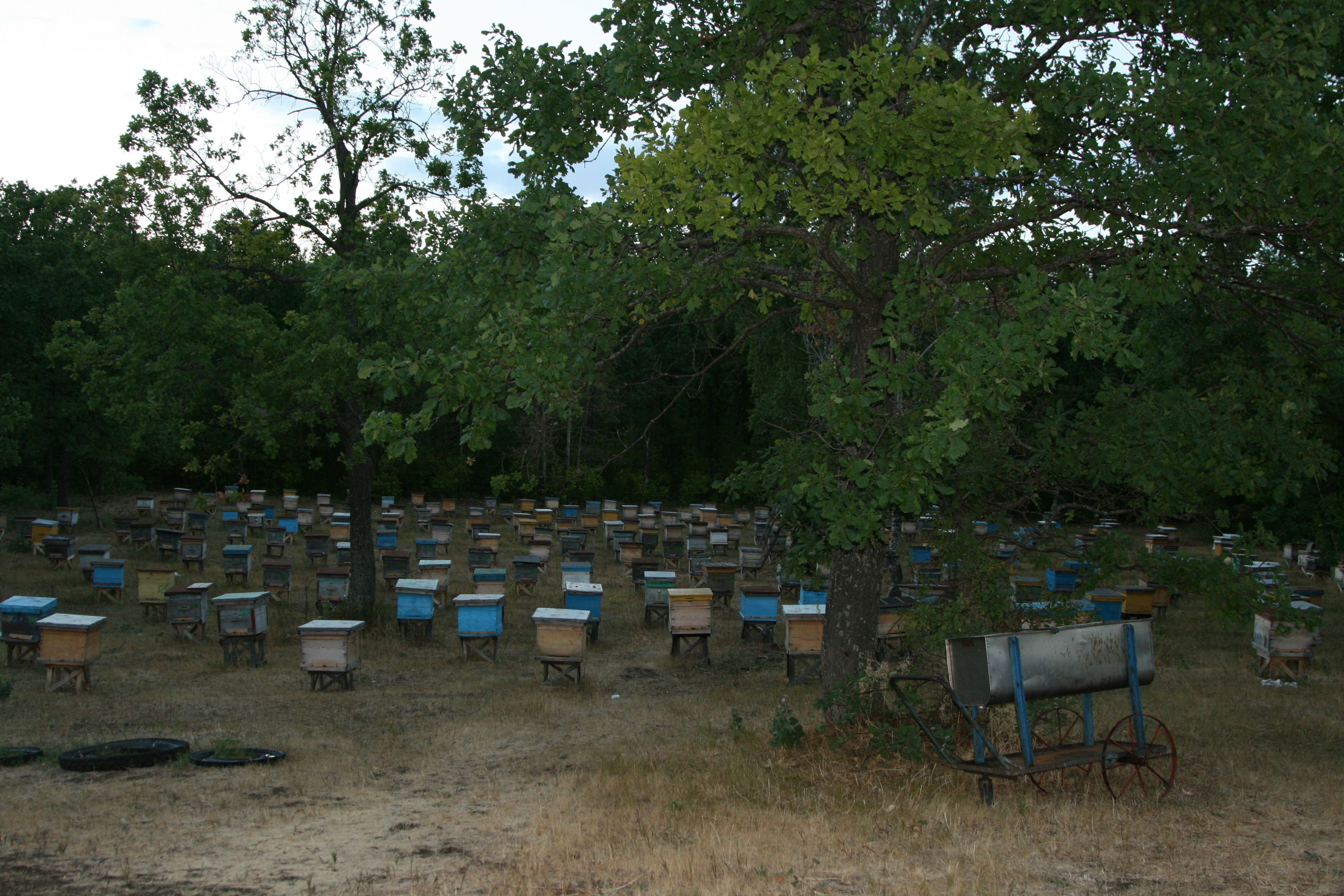
Ульи в Чекмагушевском районе Республики Башкортостан

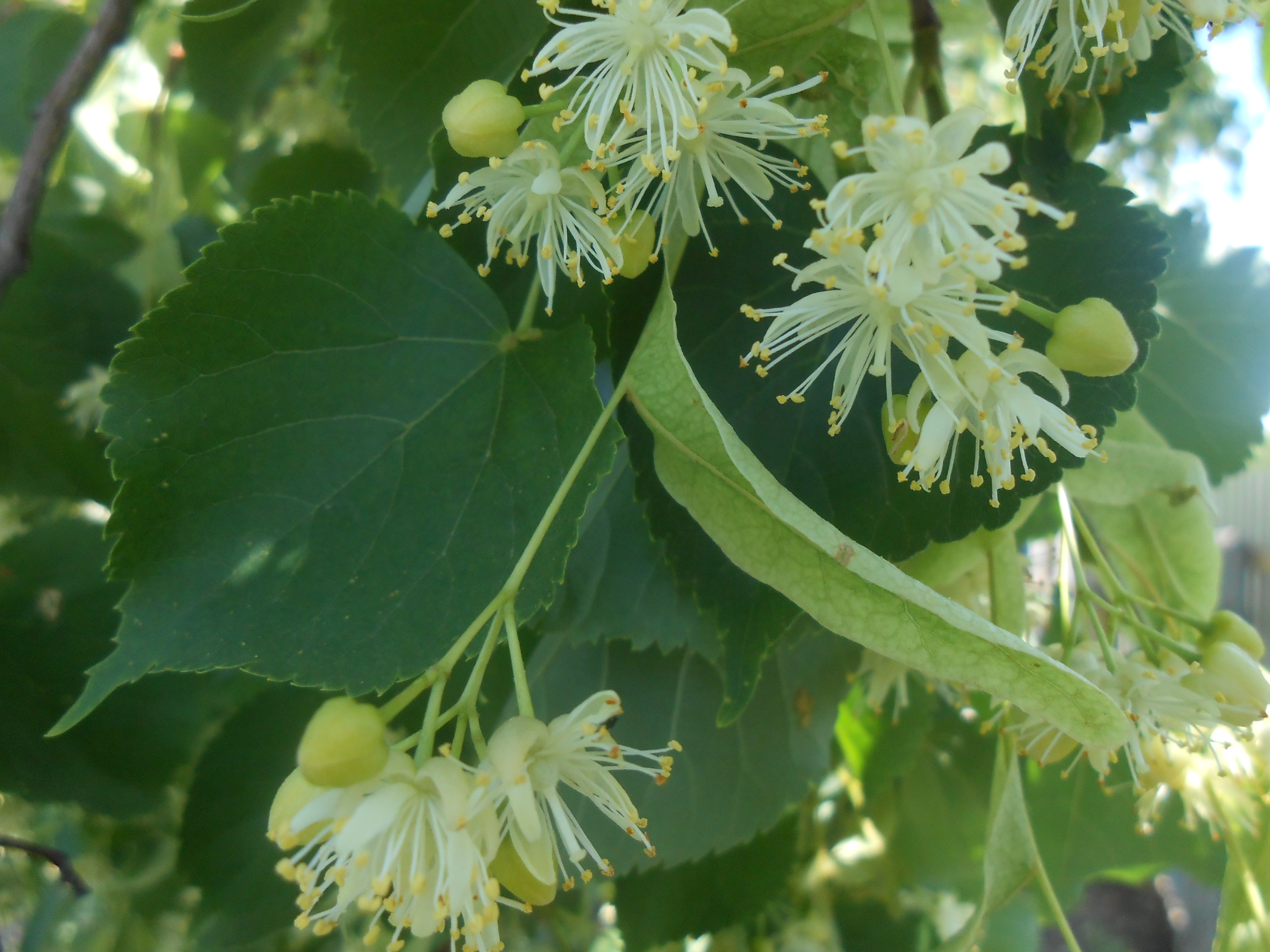
Цветение ценного медоноса — липы

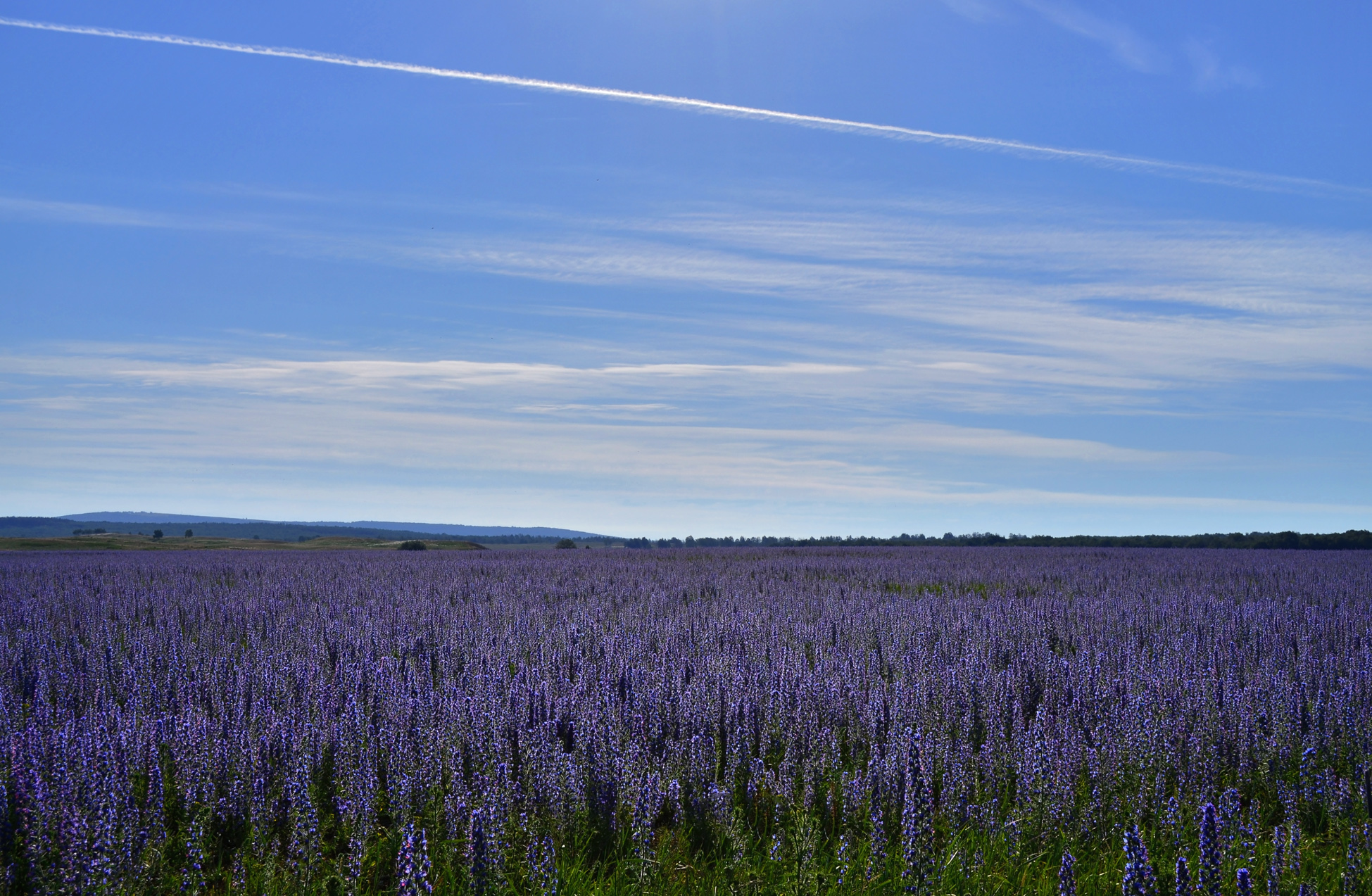
Цветущий синяк в Ишимбайском районе — очень ценный медонос, с 1 гектара пчёлы добывают 300—400 кг мёда

Бортный промысел с роебойной системой при которой пчел закуривали сернистым газом (от густого ядовитого дыма пчелы задыхались и погибали) совершенствовался. Во второй половине XVIII века башкирские бортники, забирая мёд, уже стремились сохранить пчелиную семью.
Впервые башкирское пчеловодство было описано в 1767—1769 годах П. И. Рычковым в статье «О содержании пчел» и в «Трудах Вольного экономического общества» . В описания ученого И. И. Лепехина в 18 веке башкирского народа приводятся сведения, что некоторые башкирские семейства имели от пятисот до тысячи бортей, от которых получали мед и воск. Бедняки-башкиры нанимались к богатым, при этом один человек справлялся с двумястами бортей. Но большая часть башкир не нанимала себе работников, а трудились в пчеловодческом хозяйстве всей семьей, включая глубоких старцев.
В конце XIX века в Башкирии внедряется рамочное пчеловодство и организуются первые пасеки в рамочных ульях.
К началу 50-х годов XX века в Башкирской АССР был завершен перевод пчелиных семей из колод в рамочные ульи. В отдаленных селениях горно-лесной зоны рамочные ульи распространены на колхозно-совхозных пасеках, на личных пчелы содержатся и в колодных ульях, имеются борти в лесах с бурзянской бортевой аборигенной пчелой. Для подготовки пчеловодов были открыты Ляховская (1892) и Ключеревская (1910) трехгодичные школы пчеловодов.
Основы научного пчеловодства в Башкортостане заложены в 1930 году созданием опытной станции пчеловодства и подготовкой с 1932 года специалистов пчеловодов в Юматовском пчеловодческом техникуме. С 1964 при Башкирском сельскохозяйственном институте была открыта кафедра пчеловодства.
Учёные — пчеловоды Р. Р. Азнабаев, Г. С. Боровик (Иглинский р-н), С. Н. Килинбаев, Р. М. Латыпов (Кугарчинский р-н), И. К. Онищенко (Стерлитамакский р-н) в благоприятные годы получали по 70-100 кг меда с каждой пчелиной семьи.
В 60-е годы XX века в БАССР было 200—220 тыс. пчелиных семей в колхозах и совхозах. Производство меда в РБ с общественных пасек составляло 1,5-2,0 тыс. тонн.

## Современное состояние
На основании результатов исследований, проведенных в ГУ БНИЦ (Государственное бюджетное учреждение Башкирский научно-исследовательский центр по пчеловодству и апитерапии), выявлены параметры основных хозяйственно полезных признаков и биологических особенностей башкирских пчёл:
- масса тела пчёл при выходе из ячеек — 110—115 мг, неплодных маток — 190—195 мг, плодных маток — 210—215 мг, трутней — 235—255 мг;
- окраска тела пчёл, маток и трутней — тёмно-серая, без элементов желтизны на тергитах; печатка мёда — белая («сухая»);
- зимне-весенний отход пчелиных семей — не более 3-5 % от числа имевшихся на день осенней ревизии;
- расход корма на одну улочку зимовавших пчёл — в среднем около 1,0-1,2 кг мёда;
- яйценоскость маток в период интенсивного весенне-летнего развития пчелиных семей — 2 тыс. яиц в сутки.

К настоящему времени в республике уменьшается количество пасек и объем производимого меда, что связано с экологической обстановкой в республике.
Пчеловоды Башкортостана участвуют на выставках, в пчеловодческих конкурсах пчеловодов республики.
2 июля 1997 года в Башкортостане принят закон о пчеловодстве. В законе описываются вопросы участия государства и граждан в развитии пчеловодства, налогообложения, государственного контроля и охраны пчел, вопросы размещения пасек, учёта численности пчелосемей.
В республике создано Агентство по пчеловодству; межрайонные отделения Агентства с подчиненными им районными торгово-заготовительными пунктами; работают районные инспектора по пчеловодству с ведением торгово-заготовительных пунктов.
Установлен единый День пчеловода Республики Башкортостан — второе воскресенье августа.
Башкирская популяция пчёл отличается зимостойкостью, устойчивостью к европейскому гнильцу, нозематозу и падевому токсикозу, а также высокой медопродуктивностью при коротком медосборе (например, с липы). У башкирских пчёл высоко ценимая пчеловодами сухая печатка мёда.
Наименьшей численностью пчел отличаются южные степные башкирские районы Зауралья. Наиболее насыщены пчелами северные, центральные и южные районы Предуралья. Общее количество пчелиных семей в Башкортостане на 2001 г. составило около 255 тыс. (в среднем за 11 лет — 233 тыс.), а средняя медовая продуктивность на одну пчелиную семью равнялась 16 кг.
В настоящее время в республике проводится работа по возрождению бортевого промысла. Так в 2004 году в заповеднике «Шульган-Таш» находилось около 200 бортевых пчелиных семей (в 1927—908 семей).